# Artie Bell
Arthur J. Bell (Belfast, 6 de septiembre de 1914-County Down, 7 de agosto de 1972), más conocido como Artie Bell, fue un piloto británico que compitió en la década de 1930 y 1940 principalmente.

## Biografía
Su carrera motociclística empezó en 1938 y tras unos primeros resultados esperanzadores conquistó un segundo puesto en la North West 200. Después de la Segunda Guerra Mundial, vuelve a la moto donde conquista la victoria en el Gran Premio del Úlster de 1947.
Conocido sobre todo por su participación en la carrera de la Tourist Trophy donde consigue el tercer puesto en la edición de 1949 con la que se inauguraba el primer Campeonato del Mundo de la historia. El siguiente año consigue una victoria en la Senior TT de la Isla de Man y dos podios en la Junior TT y en el Gran Premio de Bélgica de 350cc. Precisamente en la carrera de 500cc del Circuito de Spa-Francorchamps acabaría su carrera debido a un gravísimo accidente en carrera. El accidente ocurrió en la carrera de 500cc cuando el líder de la carrera Carlo Bandirola estaba siendo seguido por Les Graham y Bell. Cuando Bandirola frenó en la La Source Hairpin, se produjo una colisión entre la AJS Porcupine de Graham y la rueda trasera de Bandirola. Bell chocó con la AJS Porcupine tirada en el asfalto y chocó a toda velocidad con un poste de La Source Hairpin.

## Resultados en el Campeonato del Mundo
Sistema de puntuación en 1949:
| Posición | 1.º | 2.º | 3.º | 4.º | 5.º | Vuelta rápida |
| Puntos   | 10  | 8   | 7   | 6   | 5   | 1             |

Sistema de puntuación desde 1950 hasta 1968:
| Posición | 1.º | 2.º | 3.º | 4.º | 5.º | 6.º |
| Puntos   | 8   | 6   | 4   | 3   | 2   | 1   |

### Carreras por año
(Carreras en negrita indica pole position; Carreras en cursiva indica vuelta rápida)
| Año  | Cat.  | Moto   | 1     | 2       | 3     | 4     | 5     | 6     | Pts. | Pos. |
| ---- | ----- | ------ | ----- | ------- | ----- | ----- | ----- | ----- | ---- | ---- |
| 1949 | 350cc | Norton | IOM 3 | SUI 6   | NED 7 | BEL - | ULS - |       | 7    | 10.º |
| 1949 | 500cc | Norton | IOM 4 | SUI Ret | NED 4 | BEL 4 | ULS 2 | NAT - | 20   | 5.º  |
| 1950 | 350cc | Norton | IOM 1 | BEL 2   | NED - | SUI - | ULS - | NAT - | 14   | 4.º  |
| 1950 | 500cc | Norton | IOM 2 | BEL Ret | NED - | SUI - | ULS - | NAT - | 6    | 7.º  |